# Staffan Norlind
Ernst Gudmund Staffan Norlind, född 14 juni 1909 på Borgeby egendom, Flädie socken, Malmöhus län, död 9 april 1978 i Bjärred, var en svensk målare och skulptör.
Han var son till författaren Ernst Ludvig Norlind och Hanna Larsdotter. Norlind studerade vid Wilhelmsons målarskola 1924–1926 och bedrev därefter studier vid anatomiska institutionen i Lund samt konststudier för Axel Ebbe och Jonas Fröding 1937. Under en studieresa till Berlin, Dresden och Paris fick han möjlighet att studera en tid för Othon Friesz 1932. Han medverkade i konstnärsgruppen Blandningens utställningar i olika skånska städer 1938–1942, Skånes konstförenings utställningar i Malmö 1932–1934 och i utställningen Hur smycka vår stad i Helsingborg 1945. Hans konst består av abstrakt hållna kompositioner samt mindre figurskulpturer. 